# 古川尭道
古川 尭道（ふるかわ ぎょうどう、明治5年11月9日（1872年12月8日） - 昭和36年（1961年）4月17日）は、明治・大正・昭和期の臨済宗の僧。島根県簸川郡出東村（現・出雲市）の生まれ。出家後しばらくは本名の古川慧訓を通す。号は尭道。室名は毒狼窟。
釈宗演に学び、東慶寺初の男性住職として赴任、さらに円覚寺管長を務めた。渡米して布教し、帰国後は再度管長に復帰。鎌倉、東京に拠点を置いて宗風を挙揚した。

## 生涯
円成寺で得度し、松江萬壽寺の勝平大航に学ぶ。のち、井上九峰、中原鄧州、瑞龍僧堂の遠山禪外らの下で修行を継続し、1892年、円覚寺僧堂師家釈宗演門下に入り嗣法。さらに1899年、南禅寺の豊田毒湛に就いた。のちに普応寺住職。1903年からは初の男性住職として東慶寺住職を務め、関興寺、淨智寺を経て、1916年、円覚寺僧堂師家、1920年、師の釈宗演の後任として円覚寺派管長に就任。1930年、辞職して北米に渡り布教。帰国後の1935年、再び管長となる。退山後は横浜市中区元戸部町の天池庵に隠住した。1961年、遷化。90歳。

## 著書
- 擔板漢 尭道老師米寿祝賀謝恩会、1959